# Drôle d'endroit pour une rencontre
Drôle d'endroit pour une rencontre è un film del 1988 diretto da François Dupeyron.